# Актогай (Атырауская область)
Актогай (каз. Ақтоғай) — село в Махамбетском районе Атырауской области Казахстана. Административный центр Актогайского сельского округа. Код КАТО — 235634100.
Село расположено на правом берегу реки Урал в 12 км к северу от районного центра Махамбет.

## История
Посёлок Баксаевский входил в 3-й Гурьевский военный отдел Уральского казачьего войска.

## Население
В 1999 году население села составляло 864 человека (439 мужчин и 425 женщин). По данным переписи 2009 года, в селе проживало 965 человек (488 мужчин и 477 женщин).